# Aodh Mac Cathmhaoil

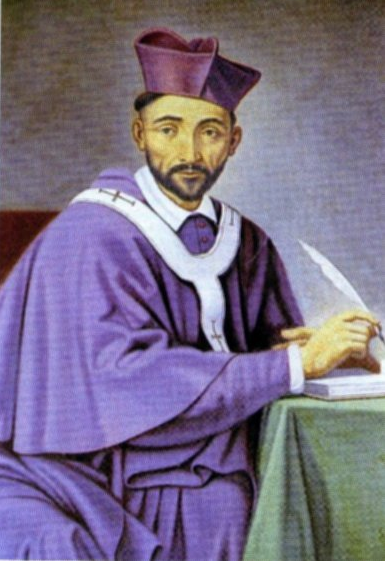
Aodh Mac Cathmhaoil

Aodh Mac Cathmhaoil OFM [ˈeɪ mək ˈkahwiːl] (anglisiert: Hugh MacCaghwell oder MacCaughwell, latinisiert: Hugo Cavellus; * 1571 in Sabhall (Saul) bei Dún Pádraig (Downpatrick), County Down; † 22. September 1626 in Rom) war ein irischer franziskanischer Theologe und Erzbischof von Armagh. In Löwen wurde er von seinen irischsprachigen Schülern wegen seines engelsgleichen Gemüts Aodh Mac Aingil („Aodh, Sohn eines Engels“) genannt. Diese Bezeichnung verwendete er selbst auch als Pseudonym bei der Veröffentlichung seines Werks Scáthán Shacramuinte na hAthridhe.

## Leben
Mac Cathmhaoil erhielt seine frühe Bildung in seinem Heimatort Dún Pádraig (Downpatrick) in einer der noch aktiven Barden-Schulen in Ulster, dann wechselte er 1589 auf eine seinerzeit berühmte Schule auf der Insel Man. Nach seiner Rückkehr 1592 machte ihn Aodh Mór Ó Néill zum Erzieher seiner Söhne Anraoi (Henry) und Aodh Óg (Hugh) und holte ihn an seinem Sitz in Dún Geanainn (Dungannon) in Tír Eoghain (Tyrone).

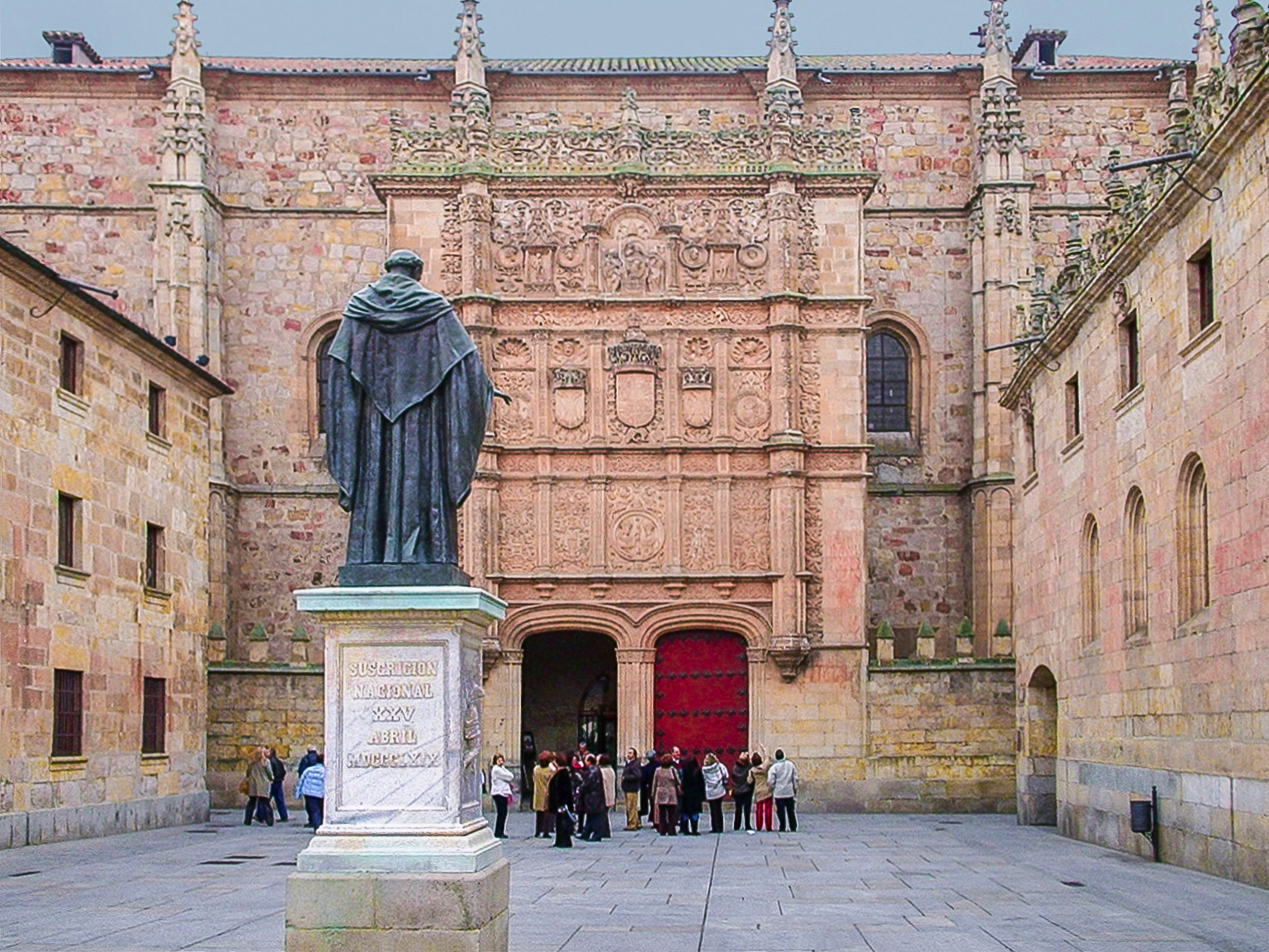
Universität Salamanca

Ó Néill sandte Mac Cathmhaoil 1599 als Kurier an den Hof von Spanien, um dort um Unterstützung für seine Ulster-Streitkräfte im Neunjährigen Krieg zu werben. Während des Aufenthalts in Salamanca, wo der spanische Hof zu jener Zeit residierte, studierte Mac Cathmhaoil an der dortigen Universität und erlangte um 1603 einen Doktorgrad in Theologie. Kurz darauf wurde er in den Franziskanerorden aufgenommen. Er erlangte ein großes Ansehen als Theologe und seine Kommentare zu Duns Scotus (1266–1308) standen in hohem Ansehen. Nach seiner Aufnahme in den Orden lehrte Mac Cathmhaoil einige Zeit an der Universität in Salamanca.

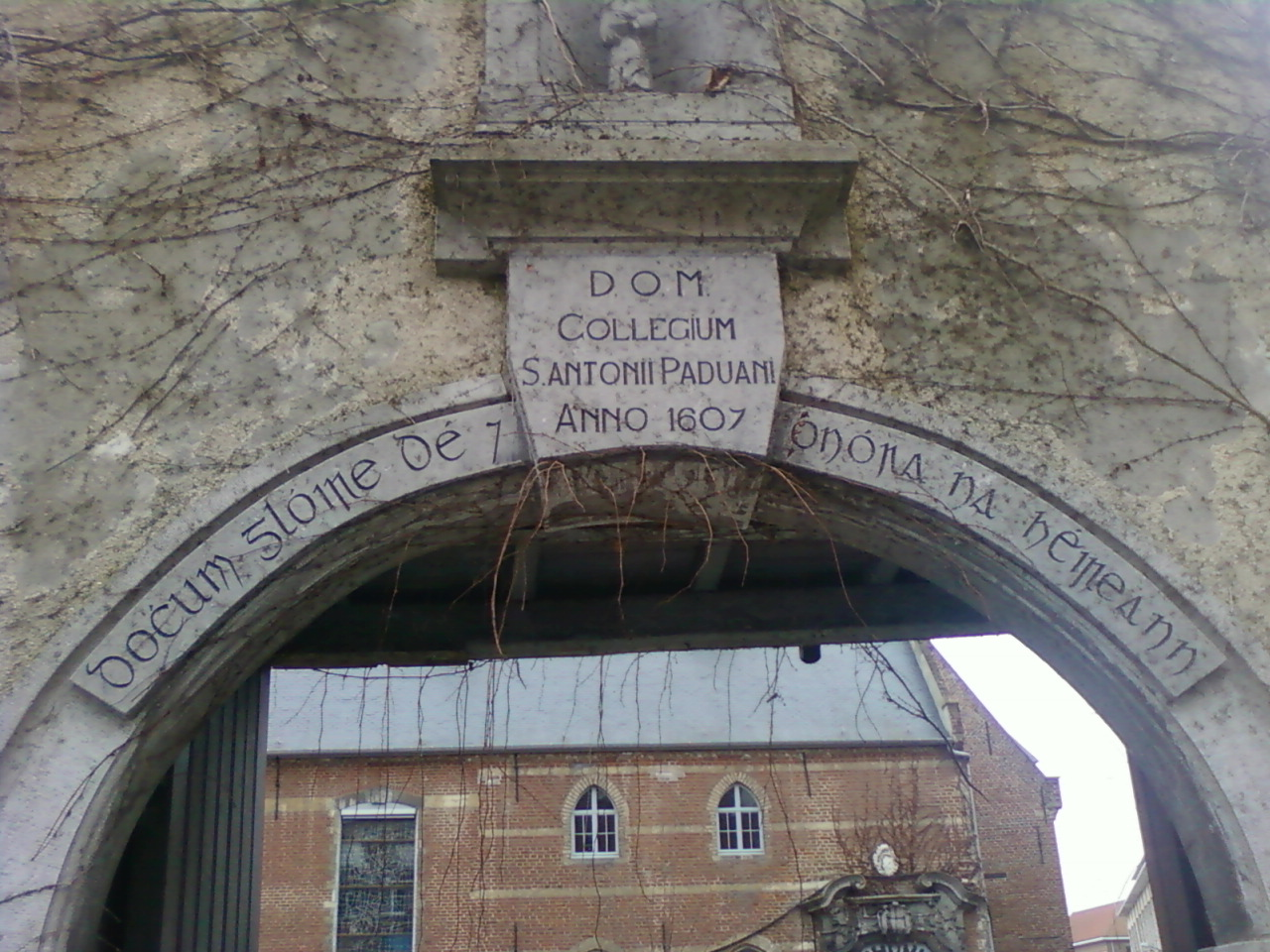
Eingang zum Irischen Kolleg in Löwen. Inschrift: Dochum Glóire Dé agus Ónóra na hÉireann („Zum Ruhme Gottes und zur Ehre Irlands“)

Hauptsächlich aufgrund Mac Cathmhaoils großen Einflusses am spanischen Hof konnte das Irische Franziskaner-Kolleg St. Antonius (irisch Coláiste San Antaine) in Löwen in den Spanischen Niederlanden durch Flaithrí Ó Maoil Chonaire gegründet werden. Mac Cathmhaoil wurde Professor für Theologie am Kolleg. 1616 wurde Mac Cathmhaoil zum Vorsteher des St.-Antonius-Kollegs ernannt. Unter seinen Schülern waren Seán Mac Colgáin (John Colgan), Pádraig Pléimeann (Patrick Fleming), Aodh Buí Mac an Bhaird (Hugh Ward), Éimhear Mac Mathúna (Heber MacMahon) und Antóin Ó hÍceadha (Anthony Hickey). Indem sie den Norden und die Mitte Irlands nach noch vorhandenen Manuskripten durchsuchten, um eine Kirchengeschichte Irlands zu erstellen, retteten seine Mitarbeiter Mícheál Ó Cléirigh und Aodh Mac an Bhaird viele irische Manuskripte für die Zukunft. Über die nächsten drei Dekaden entwickelte sich durch Mac Cathmhaoils Wirken in Löwen eine bemerkenswerte irische Gelehrsamkeit und es entstanden eine Reihe religiöser Schriften in irischer Sprache. Seine Energie war nicht nur auf seine Arbeit als Professor beschränkt. Zudem war er Hauptkaplan des irischen Infanterie-Regiments in den spanischen Niederlanden. 1614 wurde er Kustos der Franziskaner-Ordensprovinz Irland. Er wurde zudem vom Papst mit verschiedenen Aufträgen betraut. So führte er eine päpstliche Mission nach Ulster 1613 durch.

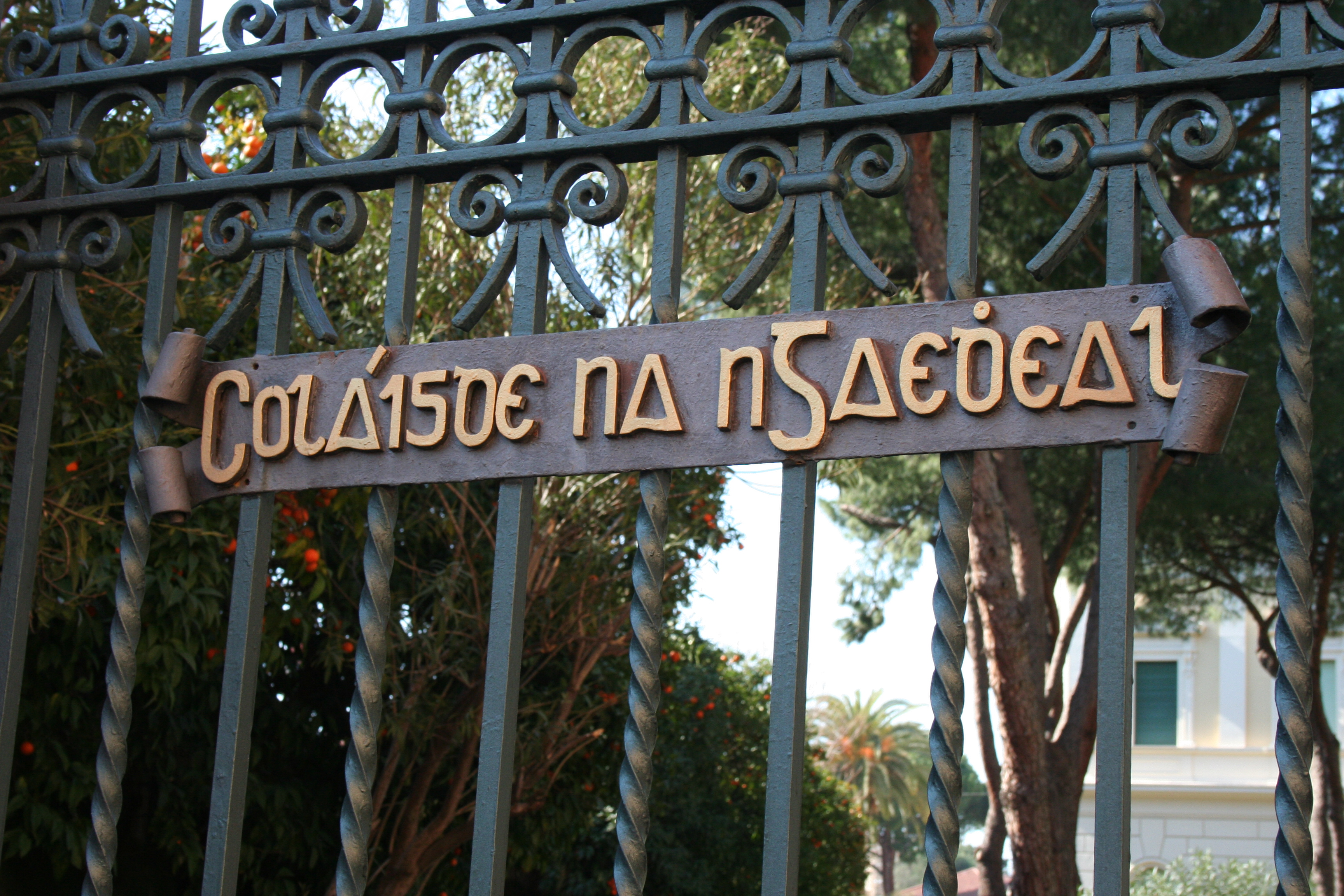
Tor zum Irischen Kolleg in Rom (Coláisde na nGaedheal, „Kolleg der Iren“)

Mac Cathmhaoil wurde 1621 zum Definitor generalis der Minderen Brüder der Strikten Observanz gewählt. Dies gab ihm Autorität über alle Brüder in Europa, die diesem Reformzweig innerhalb des Ordens folgten. In dieser Eigenschaft konnte er Lucás Uaidín (Luke Wadding) wesentlich bei der Gründung und Entwicklung des Kollegs von San Isidore und Ludovisis Päpstlichen Irischen Kollegs in Rom für irische Studenten unterstützen.
Er selbst wurde 1623 nach Rom gerufen, um am Konvent von Aracoeli zu lehren.
1625 verstarb der bisherige Erzbischof von Armagh, Peter Lombard. Am 17. März 1626 ernannte Papst Urban VIII. trotz vieler weiterer Anwärter Mac Cathmhaoil zum neuen Erzbischof von Armagh und Primas von ganz Irland. Die Bischofsweihe erfolgte am 7. Juni 1626 in der Kirche von San Isidore. Tomás Breathnach (Thomas Walsh, Erzbischof von Cashel) erhielt zur selben Zeit das Weihesakrament. Das Sakrament spendete Kardinal Gabriel de Trejo, Kardinalprotektor von Irland.
Mac Cathmhaoils Gesundheit war durch die Aufgaben und Askese, die er sich auferlegte, sehr geschwächt. Bei seinen Visitationen der Provinzen des Ordens reiste er stets zu Fuß und verbrachte viel Zeit im Gebet und beim Fasten. Während er sich auf die beschwerliche Reise nach Irland vorbereitete wurde er von Fieber ergriffen und starb am 22. September 1626 im Alter von 55 Jahren. Urban VIII. reagierte auf seinen Tod mit den Worten: „non hominem sed angelum amisimus“ (Nicht einen Menschen, sondern einen Engel haben wir verloren.)
Mac Cathmhaoil wurde in der Kirche San Isidore in Rom bestattet. Sein Freund Seán Ó Néill, 3. Earl of Tyrone, errichtete ein Denkmal über seinem Grab. Der lateinische Dramatiker Nicolaus Vernulaeus (1583–1649) hielt eine Laudatio (oratio panegyricus) vor der Universität, in der er den Tugenden und der Gelehrtheit des Erzbischofs gedachte, „die Heiligkeit seines Lebens und tiefe Gelehrsamkeit machten ihn zu einem Wunder seiner Zeit“. Diese Rede wurde 1657 in Köln publiziert.
Sein Nachfolger als Erzbischof von Armagh wurde 1628 Aodh Ó Raghallaigh (Hugh O’Reilly).

## Werk
Mac Cathmhaoil schrieb Gedichte, u. a. A chroinn ar ar thoirling Dia („O Baum, auf den Gott hernieder kommt“) und vier Weihnachtslieder in Irisch, z. B. A Naoidhe Naoimh („O Heiliges Kind“). Er verfasste seine theologischen Werke überwiegend in Latein. In seiner Apologia pro Johanne Duns-Scoto verteidigte er Johannes Duns Scotus und den Scotismus aus franziskanischer Sicht gegen die dominikanisch-inspirierten Angriffe durch Bzovius und Cornelius Jansen. Seine Hinwendung und Begeisterung für Duns Scotus ist seiner Ausbildung in Salamanca mit bedeutenden scotistischen Lehrern wie Francisco de Herrera und Juan de Ovando zu verdanken, aber auch der zu jener Zeit verbreiteten Ansicht, dass Duns Scotus aus Irland stammte, gar wie Mac Cathmhaoil aus Dún Pádraig (Downpatrick).
Mac Cathmhaoil schrieb auch ein theologisches Werk in irischer Sprache, welches in der Druckerei des St.-Antonius-Kollegs in Löwen 1618 erschien, unter dem Titel Scáthán Shacramuinte na hAthridhe („Der Spiegel des Sakraments der Buße“, lateinischer Katalogisierungstitel Tractatus de poenitentia et indulgentiis). Dieses Buch in der Volkssprache stand ganz im Dienste der Propagierung der Gegenreformation und erlangte aufgrund seiner Klarheit in Sprache und Ausdruck eine große Beliebtheit in Irland.
- Scáthán Shacramuinte na hAthridhe [Tractatus de poenitentia et indulgentiis] (Löwen 1618)
- Scoti Commentaria in quatuor libros Sententiarum (2 Bände, folio, Antwerpen 1620) mit einer vorangestellten Lebensbeschreibung des Scotus
- Scoti Commentaria seu Reportata Parisiensia
- Apologiam pro eodum vindicando ab injuriis allatis per Abrahamum Bzovium; gegen Bzovius.
- Apologiam Apologiae supradictae pro Johanne Scoto Scriptae, in respondet Nicolao Jansenio Belgae Ord. Praedicatorum, Abrahami Bzovii partes suscipienti, no sine gravi Scoti et regni Hiberniae injuria. Prodiit Parisiis sub nomine Hugonis Magnesii discipuli Cavelli apud Michaelum Sonnium, anno 1623 (Paris 1623)
- Quæstiones quodilibetales
- Quæstiones in libros de anima
- Quaestiones in Metaphysicam &c (Venedig 1625)

## Kritik
- Paul Walsh: Gleanings from Irish Manuscripts. (1918, 2. Auflage 1933).
- Tomás Ó Cléirigh: Aodh Mac Aingil agus an Scoil Nua-Gheadhilge i Lobháin. [Louvain] (Baile Atha Claith, An Gúm 1936; 1985).
- Canneach Ó Maonaigh (Hrsg.): Scáthán Shacramuinte na hAithridhe. Institúid Ardléinn, DIAS 1952, S. 5; Cronin, S. 61.
- Michael Cronin: Translating Ireland: Translations, Languages, Cultures. (Cork UP 1996), S. 61.